# تله

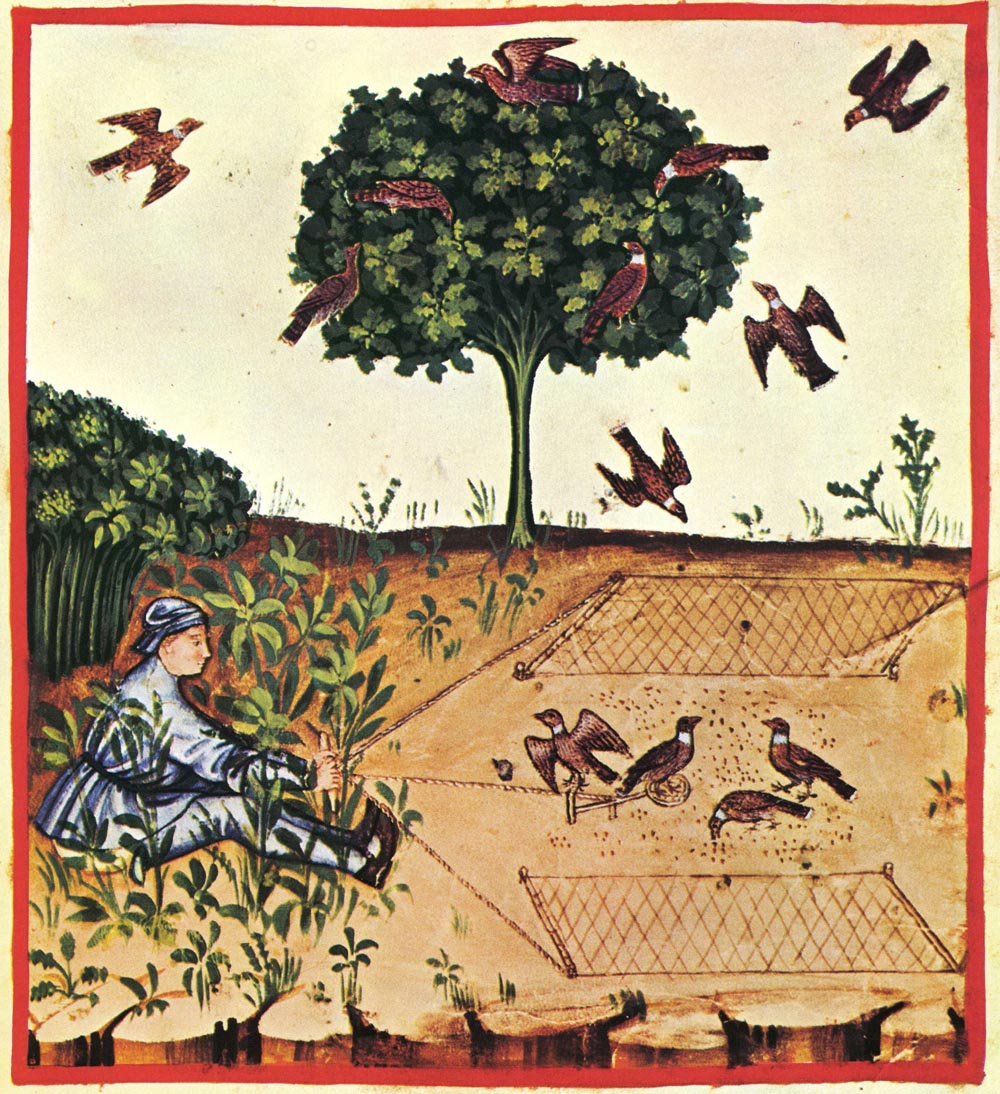
نقاشی از قرن چهاردهم میلادی، مردی در حال شکار پرندگان با استفاده از تله.

تله (به انگلیسی: Trap) یا دام یا جال٬ ابزاری است که برای شکار جانوران از راه به دام انداختن به کار برده می‌شود. تله موش و تور ماهی‌گیری از انواع رایج دام‌ها به‌شمار می‌روند.
در ایران، تله‌ها به‌طور معمول برای گرفتن حیواناتی که ممکن است مشکلاتی ایجاد کنند، استفاده می‌شوند. انواع مختلفی از تله برای کنترل جمعیت موش‌ها طراحی شده‌اند، از جمله تله‌های زنده‌گیر، کشنده و چسبی. تله‌های گربه نیز با هدف به دام انداختن این حیوانات بدون آسیب‌زدن به آن‌ها طراحی و تولید می‌شوند.
طراحی برخی از این تله‌ها به گونه‌ای است که کمترین آسیب را به حیوان وارد کند. به‌عنوان مثال، مدل‌هایی با قفل خودکار وجود دارند که پس از بسته شدن درب، تنها با دخالت انسان باز می‌شوند. این ویژگی از خرابی یا آسیب به فنرهای تله جلوگیری می‌کند.
برخی از تله‌های گربه به صورت شش‌فنره یا چهار‌فنره تولید می‌شوند که تفاوت آن‌ها در قدرت و طراحی فنرها است. این ابزارها معمولاً برای کنترل حیوانات شهری یا جلوگیری از ایجاد خسارت توسط آن‌ها مورد استفاده قرار می‌گیرند.
برخی دام‌ها به صورت توری‌های بلندی هستند که پرده‌وار در مسیر پرندگان مهاجر برای زنده‌گیری آن‌ها نصب می‌شود، به این‌گونه دام‌ها، دام هوایی گفته می‌شود. پایه‌های چوبی یا فلزی نصب دام هوایی را «عَلَمَک» می‌گویند. واحد شمارش دام هوایی نیز «رشته» است.